# Avesta BK
Der Avesta BK ist ein 1932 gegründeter schwedischer Eishockeyklub aus Avesta.

## Geschichte
Der Verein wurde 1932 gegründet. Die Mannschaft trat erstmals in der Saison 1966/67 überregional in Erscheinung, als sie in der Division 1, der damals noch höchsten schwedischen Spielklasse, aktiv war. In den 1970er bis 1990er Jahren war das Team mehrfach in der zu diesem Zeitpunkt zweitklassigen Division 1 aktiv. Von 1999 bis 2003 spielte der Avesta BK mehrfach in der mittlerweile drittklassigen Division 1. Seither tritt die Mannschaft in der viertklassigen Division 2 an. 

## Bekannte Spieler
- Mats Åhlberg
- Anatoli Jemelin
- Tommy Westlund